# Alfred Bossé
Pour les articles homonymes, voir Bossé.
Alfred Bossé, né à Rivière-Bleue, dans le comté de Témiscouata le 5 décembre 1925, fils de Charles Bossé, bûcheron, et d'Elzire Girard, et mort à Montréal le 16 février 2001, est un homme politique québécois,.
Il fait ses études à l’Université de Montréal et à la Faculté de droit de l’Université McGill, puis il œuvre dans l’industrie du bois, de l’hôtellerie et des mines avant de devenir organisateur, conseiller technique et négociateur syndical à la Confédération des syndicats nationaux (CSN).

## Député
Alfred Bossé est élu député libéral dans la circonscription de Dorion à l’élection générale du 29 avril 1970. Il est réélu à l’élection générale du 29 octobre 1973, qui permet au gouvernement libéral de Robert Bourassa de remporter la plus importante majorité parlementaire dans l’histoire du Québec. Nommé adjoint parlementaire du Premier ministre Bourassa en 1971, puis adjoint parlementaire du ministre des Affaires intergouvernementales Gérard D. Lévesque en 1973, Alfred Bossé est défait par Lise Payette à l’élection générale du 15 novembre 1976, qui a porté au pouvoir, pour la première fois, le Parti québécois.